# كأس بلغاريا 1941
كأس بلغاريا 1941 (بالبلغارية: Царска купа 1941) هو موسم من كأس بلغاريا. أشرف على تنظيمه اتحاد بلغاريا لكرة القدم، وفاز فيه OSK AS-23 ‏.